# Bangla
Bangla (nep. वाङ्ला) – gaun wikas samiti w zachodniej części Nepalu w strefie Lumbini w dystrykcie Arghakhanchi. Według nepalskiego spisu powszechnego z 2011 roku liczył on 1181 gospodarstw domowych i 4637 mieszkańców (2708 kobiet i 1929 mężczyzn).